# Мыдларж, Ян
Ян Мыдларж (чеш. Jan Mydlář; 1572 — 14 марта 1664, Прага, Чешское королевство) — палач пражского Старого города, известный в первую очередь благодаря казни руководителей антигабсбургского восстания 21 июня 1621 года: 24 человека он обезглавил, троих повесил. За время экзекуции Мыдларж затупил три меча. За работу он получил большую сумму — 500 коп мейсенских грошей.
Мыдларж стал главным героем исторического романа Йозефа Сватека «Воспоминания пражского палача» (1886—1889), в котором выбирает профессию палача из-за несчастной любви.